# Plaine de Ghriss
Cet article concerne La plaine de Ghriss en Algérie dans la Wilaya de Mascara. Pour la Commune d'Algérie de la Wilaya de Mascara, voir Ghriss.
La plaine de Ghriss ou le bassin de Ghriss est une plaine d'Algérie située dans la wilaya de Mascara au Nord-Ouest du pays.

## Toponymie
Le nom de la plaine vient de l'arabe غريس (transcrit généralement en Ghriss, mais également Eghris, Ghrîs, El-Ghris, etc.) et signifie « lieu planté » ou « lieu de plantation ».

## Géographie

Carte de localisation de la plaine de Ghriss dans la wilaya de Mascara (en vert).

La plaine de Ghriss se caractérise par un climat semi‐aride qui a connu une forte sécheresse entre 1994 et 2004, elle est située à une altitude moyenne de 585 m et fait partie du bassin hydrologique de la Macta. Elle reçoit une pluie annuelle moyenne de 450 mm/an.
Elle est limitée au Nord, par les monts des Beni-Chougrane, au Sud, par les monts de Saïda, à l’Ouest, par les Monts de Bouhanifia (Djebel Oucilles), à l’Est, par le plateau de Tighennifine.
La plaine de Ghriss couvre douze communes de la wilaya de Mascara pour une superficie totale 1 366 km2 soit 27 % de la superficie de la wilaya. Les communes concernées sont: Aïn Fekan, Guerdjoum, Oued Taria, Tizi, Froha, Ghriss, Matemore, Sidi Boussaid, Maoussa, Tighennif, Hachem et Sidi Kada.

## Histoire
Les romains installent dans la plaine de nombreux postes militaires et construisent une voie de communication stratégique.  La plaine était parcourue par des Berbères notamment les Beni Rached de la période médiévale.
La population a pratiqué de tout temps la culture des céréales; les Européens y dont introduit celle du tabac et créé un vignoble.
Alors que le bey de l'Ouest s'est installé à Mascara, la plaine de Ghriss constitue, depuis le XVIIe siècle, un espace culturel et politique riche et actif, dépassant Tlemcen.

## Patrimoine

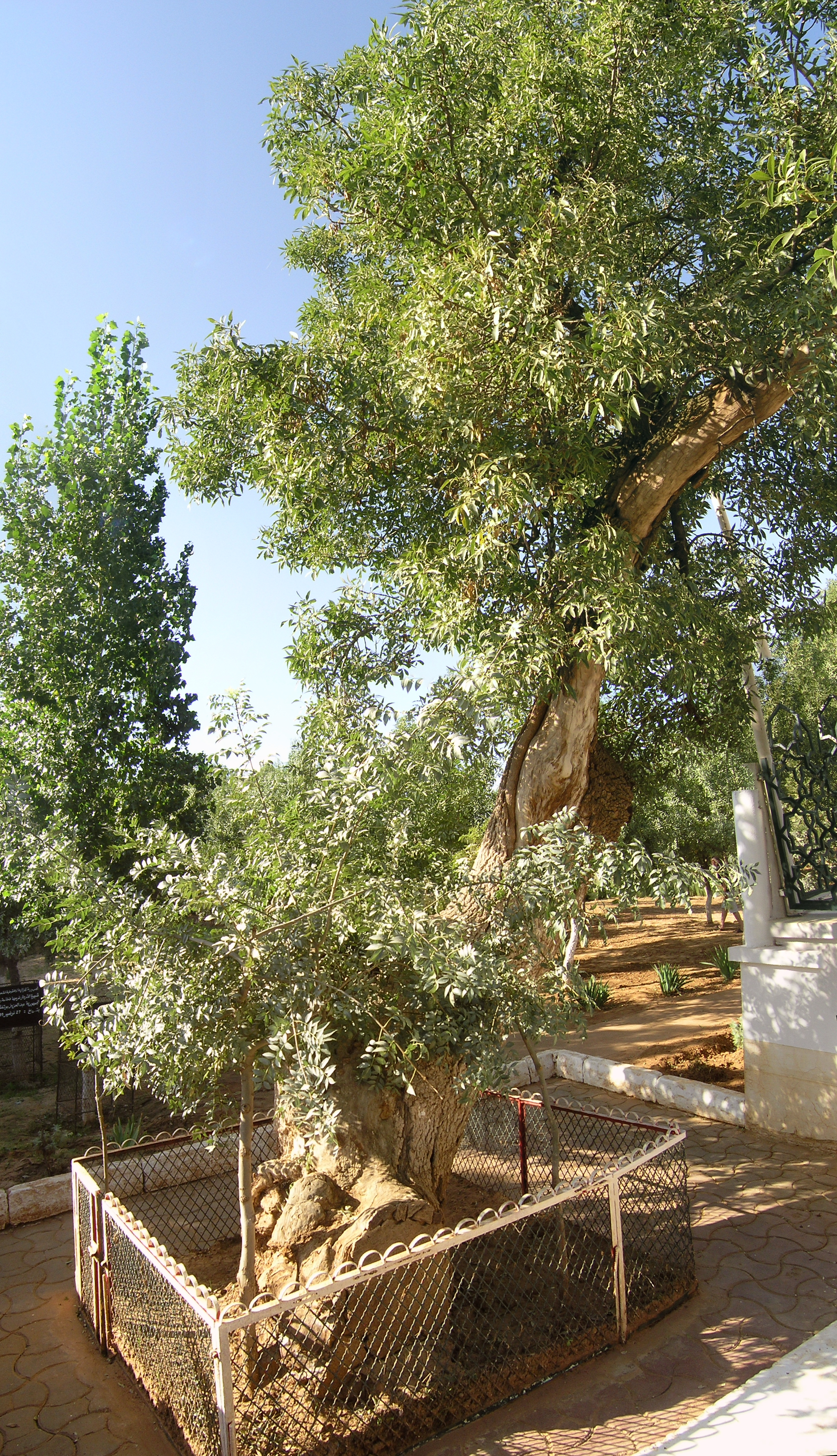
Site de Dardara

La plaine de Ghriss abrite le premier arbre classé au patrimoine national, le «Dardara». L'arbre au pied duquel les tribus de l'ouest ont fait allégeance à l'Emir Abdelkader le 27 novembre 1832. Les sols frais et fertiles de la plaine contribuent à la présence de l'espèce dardar.

## Économie
La plaine est une région à vocation agricole et l'une des plus riches de l'Oranie du point de vue agricole. Elle souffre d'une surexploitation due à la pratique agricole et à la croissance démographique.
Elle a connu des travaux d’aménagements hydrauliques qui ont permis la multiplication des cultures maraichères et l’émergence d’une bourgeoisie agraire active. La plaine est la première région productrice de pommes de terre du pays. Les coteaux portent des vignobles réputés : El Bordj, Ain-Fares et Château Romain.